# گارفیلد مرگان
گارفیلد مُرگان (انگلیسی: Garfield Morgan؛ ۱۹ آوریل ۱۹۳۱ – ۵ دسامبر ۲۰۰۹) بازیگر اهل بریتانیا بود.
از فیلم‌ها یا برنامه‌های تلویزیونی که وی در آن نقش داشته است می‌توان به سوئینی، هنری هشتم و پرونده اودسا اشاره کرد.